# مقدونیان یونان
مقدونی‌ها (یونانی: Μακεδόνες، مَکِدونِز) گروهی از یونانی‌ها هستند که ساکن مقدونیه یونان در شمال این کشور هستند یا تبار آن‌ها بدان جا بازمی‌گردد. امروزه بیشتر مقدونی‌ها در یا پیرامون سالونیک، مرکز استان، و سایر شهرها و روستاهای مقدونیه یونان ساکن هستند و گروهی از آن‌ها نیز در سرتاسر یونان و جهان پراکنده شده‌اند.

## نام
نام مقدونیه (یونانی: Μακεδονία، مَکِدونیا) از واژه یونانی مَکِدونوس (یونانی:μακεδνός) نشات گرفته‌است. بیشتر بازگویی می‌شود که این واژه در ابتدا به معنای «فرد بلند» یا «کوه‌نشین» بوده که گمان می‌رود ویژگی مقدونیان باستان باشد.